# محسن بن سلطان الفضلي
ميرزا محسن بن سلطان بن محمد آل عبّاد الفضلي الأحسائي (1892 - 17 يونيو 1989) (1309 - 14 ذو القعدة 1409) فقيه جعفري وكاتب سعودي من أهل القرن الرابع عشر الهجري/ العشرين الميلادي. ولد في قرية الحوطة من قرى العمران في الأحساء ونشأ بها في عائلة ينتمي إلى آل الفضل ودرس مقدماته في مدنها. رحل إلى النجف في المملكة العراقية لإكمال دراسته وسكنها 24 عامًا فتخرج على عدد من العلماء الجعفرية الاثناعشرية. أجيز بالاجتهاد عام 1927، وقصد البصرة وظل بها أربعين عامًا إمامًا في مساجدها. عاد إلى بلاده في بداية الحرب العراقية الإيرانية. توفي في الظهران عن عمر يناهز مئة عامًا. له مؤلفات كثيرة في الفقه وأصوله والفلسفة أتلفت بمنزله في البصرة قبل مغادرته. ابنه هو عبد الهادي الفضلي. 

## نسبه وأسرته
هو محسن بن سلطان بن محمد بن عبد الله بن عبّاد بن حسين بن حسن بن أحمد بن علي بن أحمد بن حسن بن ريشان بن علي بن عبد العزيز بن أحمد بن عمران بن فضل بن علي بن حديثة بن عقبة بن فضل بن ربيعة آل عباد العلي الفضلي الأحسائي، ويعرف عمومًا بميرزا محسن الفَضلي.
وأسرة آل علي من الأسر العريقة الأحساء. ولهم فروع كثيرة. ويعود نسبهم إلى فضل بن ربيعة جد قبيلة الفضول المعروفة التي هي إحدي بطون قبيلة طيء العربية. 

## ولادته وسنواته الأولى
ولد محسن الفضلي فيقرية الحوطة من قرى العمران في الأحساء سنة 1309 هـ 1892 م أو 1312 هـ/ 1895 م ونشأ بها. كان والده سلطان العبّاد الفضلي من علماء الأحساء في عصره، ولد حدود 1262 هـ/ 1846 م في الحوطة وتوفي فيها سنة 1320 هـ/ 1903 م ولم يخلف من الأبناء سوى محسن. ووالدته فهي فاطمة بنت مهدي بن أحمد آل عُطيفة الكاظمي، من سادة حسينيون في الكاظمية ببغداد. 

## تعليمه
درس أولًا في الأحساء المقدمات على عمران السليم. ثم بدأ دراسة السطوح على ناصر بن هاشم الموسوي الأحسائي فسكن مدينة المبرز لمدة عام لمتابعة دروسه لديه في عام 1320 هـ/ 1903 م. ثم ذهب إلى النجف في العراق لإكمان دراسته وأقام بها حوالي 24 عامًا أكمل دروس السطوح كما حضر أبحاث الخاجر لدى عدد من علماءها، منهم علي بن حسين الخاقاني، ومحمد كاظم اليزدي، وعلي بن باقر الجواهري ومحمد مهدي المازندراني وجعفر بن عبد الحسن آل الشيخ راضي، وأبو تراب الخونساري، ومحمد حسين النائيني، وأبو الحسن الموسوي الأصفهاني، ومحمد رضا آل ياسين ومحمد حسين كاشف الغطاء، وغيرهم. 

وبعد 24 عامًا قضاها في النجف، تخرّج عالمًا فقيهًا يعد من علماء الأحساء البارزين في الفقه الجعفري. وقد أجازه بالأجتهاد سنة 1345 هـ/ 1927 م اثنان من العلماء، محمد حسين كاشف الغطاء وحبيب الله بن قرين. وكان إلى جانب فقاهته وعلمه بالعربية، متخصصًا بالفلسفة الإسلامية وعلم الكلام. وكان له مجالس خاصة لمناقشة. تأثر بالحكمة المتعالية. وفي الفقه تأثر في مادة أصول بمنهج أستاذه النائيني ومحمد حسين الأصفهاني.

## تدريسه
كان في النجف يدرس الكثير من طلبة، فقد درّس المقدمات والسطوح فيها كما كان يدرس في البصرة حين انتقل إليها. ومن تلاميذه في البصرة مير محمد بن محمد مهدي القزويني وصالح بن عبد الله آل السيد خليفة الموسوي، وعبد الحميد بن إبراهيم الهلالي. 

## مهنته الدينية
رجع إلى الأحساء في حدود 1345 هـ وأصبح من الفقهاء المجتهدين وقام بالشؤون الدينية فيها ونزل فيها بين أهله في مسقط رأسه قرية الحوطة. ومكث فيها حوالي ست سنين إمامًا ومرجعًا للإرشاد والتوجيه. 

ثم انتقل كليًا من الأحساء بأهله إلى العراق ليسكن في قرية صبخة العرب بالبصرة في حدود عام 1351 هـ، وبواسطة محمد مهدي القزويني تم الإتصال بمرجع الشيعة الأعلى أنذك أبو الحسن الموسوي الأصفهاني فعيّن وكيلًا مطلقًا له. وقد أمضى هذه الوكالة بعد وفاتة الأصفهاني لكل من محمد رضا آل ياسين ثم محسن الحكيم. وكان يقوم بنشاطات الإصلاحية والاجتماعية في صبخة العرب إلى جانب الشؤون الدينية. كما كان له في البصرة كل جمعة مجلسًا علميًا ثقافيًا. وكان ناشطًا في كل من البصرة وصبخة العرب والزبير لسنين كثيرة. ومثّل عددًا من مراجع الشيعة فيها. ومن المساجد التي كان يلقي خطبه ويروج لامور الدين فيه هو مسجد الزهراء أو ما يعرف بمسجد الحاج طوينة في محلة العرب بالزبير.

بعد التغيير نظام الحكم في العراق إلى البعثية، جادل في مبادئهم الإشتراكية وصدر له قرار بطرده من العراق لكونه غير عراقي. واضطر إلى مغادرة العراق في حوالي عام 1398 هـ/ 1978 م ومر في طريقه بالكويت ومكث فيها قليلًا، ثم غادرها إلى الخبر ثم الأحساء وسكن مسقط رأسه. وأخيرًا استقر في مدينة سيهات. 

وكان يمارس دوره كعالم مرشد وأستاذ. 

## حياته الشخصية
حجّ أكثر من ثلاثين مرة وكذا العمرة المفردة وقام بزيارة مشاهد العراق وإيران وسوريا وزار مسجد الأقصى مرة واحدة. تزوج مرتين وله ثمانية أبناء وأربع بنات، محمد وعبد الله وحسين وعبد الهادي وعبد الجليل وصادق ومهدي وفاضل. وله أحفاد كثيرة بارزين. 

## وفاته
كفّ بصره في أواخر عمره. توفي في مستشفى أرامكو بمدينة الظهران ليلة السبت الساعة 11 ظهرًا في يوم 14 ذو القعدة 1409 / 17 يونيو 1989. ونقل جثمانه إلى مغتسل سيهات وشيع جثمانه في الساعة الرابعة عصرًا وأقيمت الصلاة عليه من قبل منصور البيات في جامع المهدي ثم حمل النعش إلى المدينة ودفن في مقبرة البقيع في يوم 15 ذي القعدة. أقيمت له عدة مجالس للعزاء في بلدان مختلفة.

## مؤلفاته
له عدة مؤلفات، ولم يطبع أغلبهم، أتلفت جميعا أيام الحرب العراقية الإيرانية ضمن مكتبته بالبصرة.
- بحوث متفرقة في الفقه الاستدلالي وأصول الفقه والحكمة الإلهية
- رسالة في كيفية وأعمال حج التمتع
- رسالة في نساب آل عبّاد
- عصمة القرآن من الزيادة والنقصان